# Seventeen (rivista)
Seventeen è una rivista statunitense per teenager. Pubblicata per la prima volta nel 1944 rimane tuttavia una delle riviste più lette nel suo genere.
Dal gennaio del 2007 il nuovo editore è Ann Shoket che in precedenza ricopriva lo stesso ruolo per la rivista di moda e bellezza COSMOgirl! dall'ottobre del 2003. La Shoket ha preso il posto di Atoosa Rubenstein, che ha abbandonato la rivista dal novembre del 2006 insieme ad altri collaboratori.
Gli argomenti principali della rivista riguardano la moda e le tendenze, il gossip sulle celebrità del momento, consigli di bellezza e altri argomenti tipicamente giovanili. Essa comprende anche dei redazionali sulla salute e la sessualità, ma tutti gli articoli sono caratterizzati dalla loro essenzialità e dalla loro brevità, accompagnati però da fotografie sempre di alta qualità, soprattutto di celebrità del mondo della moda e dello spettacolo.
È celebre una copertina della rivista del 1967 che ha lanciato la celebre modella Twiggy.
La rivista fu fondata dall'editore Walter Annenberg che ne rimase proprietario per decenni, fino a quando non fu costretto a cederla al gruppo News Corporation facente capo a Rupert Murdoch, ma nel 1991 lo stesso Murdoch, nel periodo di maggiore crisi finanziaria del suo impero editoriale, la cedette alla KKR controllata dalla Primedia Inc..
Lo scarso successo della rivista sotto la guida della Primedia indusse la compagnia a cederla alla Hearst Corporation, uno dei più importanti conglomerati del mondo dei media fondata da William Randolph Hearst, per la somma di 182 milioni di dollari.
La rivista ha anche delle edizioni internazionali la più importante delle quali è quella pubblicata nelle Filippine dalla Summit Media.
A scopo promozionale della rivista, Seventeen ha affiancato la MTV per la messa in onda di un reality show dal titolo Miss Seventeen che è stato mandato in onda per una sola stagione dall'ottobre al dicembre del 2005.
Seventeen è stata anche promotrice del programma America's Next Top Model mandato in onda dalla The CW Television Network, le cui vincitrici ottenevano il diritto di posare come modelle per le copertine della rivista offrendo loro un importante trampolino di lancio nel mondo dello spettacolo e della moda statunitensi.